# 天威
天威（てんい）は、金代に後遼を樹立し自立した耶律廝不が使用した私年号。天成にも作る。1216年。

## 西暦との対照表
| 天威 | 元年    |
| 西暦 | 1216年  |
| 干支 | 丙子    |
| 金   | 貞祐4年 |